# Giải pháp góc (kinh tế học)
Nghiệm góc trong kinh tế học là những lựa chọn đặc biệt của người lựa chọn (cá nhân, tổ chức, nhà nước) nằm ở hai đầu mút của một vector những lựa chọn khác nhau khi tìm cách tối ưu hóa thỏa dụng hay phúc lợi của mình. Những lựa chọn khác trên vector này mà không phải ở hai đầu mút được gọi là nghiệm thông thường hay nghiệm trong.
Trong kinh tế học vi mô, nghiệm góc thường hay chỉ tình huống ra quyết định lựa chọn một kết hợp hai hàng hóa X và Y nhằm tối đa hóa thỏa dụng với một chế ước ngân sách xác định. Thay vì chọn một nghiệm thông thường là (X>0; Y>0), người tiêu dùng lại lựa chọn nghiệm góc là (X>0; Y=0) hoặc (X=0; Y>0).
Một ví dụ khác về nghiệm góc trong kinh tế học, đó là giải pháp lựa chọn một chế độ tỷ giá hối đoái của nhà nước. Nghiệm góc tương ứng với hai kiểu: thả nổi hoàn toàn hoặc cố định hoàn toàn. Trong khi đó, các giải pháp thông thường khác có thể là các chế độ tỷ giá thả nổi song có điều tiết.
Hay như trong quyết định lựa chọn phương án quản lý ngân sách nhà nước, phân quyền tài chính hoàn toàn hoặc tập quyền tài chính hoàn toàn sẽ là những nghiệm góc.